# Farias (Guanhães)
Farias é um distrito do município brasileiro de Guanhães, no interior do estado de Minas Gerais. Segundo o censo demográfico de 2022, realizado pelo Instituto Brasileiro de Geografia e Estatística (IBGE), sua população era de 1 065 habitantes e havia 391 domicílios particulares permanentes ocupados. Possui área de 209,98 km² conforme a Fundação João Pinheiro (FJP).
De acordo com o IBGE, em 2010 a população era de 1 389 habitantes e havia 551 domicílios particulares.
Foi criado pela lei provincial nº 3.077 de 6 de novembro de 1882. Em 1891 figurava com o nome de Farias. Teve sua denominação alterada para Farias de Guanhães pela lei estadual nº 843 de 7 de setembro de 1923, mas voltou a se chamar simplesmente "Farias" mediante o decreto-lei estadual nº 148 de 17 de dezembro de 1938.